# 粒形硬蜱
粒形硬蜱（学名：Ixodes granulatus）为硬蜱科硬蜱屬下的一个种。